# Philip A. Herfort
Philip Adolph Herfort (Berlino, 28 novembre 1851 – Brooklyn, 24 marzo 1920) è stato un violinista e direttore d'orchestra tedesco.

## Biografia
Philip A. Herfort nacque a Berlino in Germania da Adolph (Aron) Herfort (1818-1900) e Clara Maass (1830-1907) entrambi Ebrei.
Si sposò con Antonie Theodore Johanne Lupprian il 15 dicembre 1877 a New York City ed ebbe 4 figli, Sophie (1879–1966), Paul (1880–1967), Gunther (1888–1986) e Walter (1886–1887).
Studio musica con József Joachim alla Reale Accademia di musica di Berlino. Emigrò negli Stati Uniti d'America il 5 agosto nel 1876. Lo stesso anno apparse con Theodore Thomas alla Esposizione centennale dello stesso anno. Fu il primo violino e prima viola della New York Philharmonic Society (oggi New York Philharmonic) e
della New York Symphony Orchestra. Per molti anni fu direttore d'orchestra della Metropolitan Opera House ma fu anche direttore sia del teatro Koster and Bial's Music Hall
che del Beach Hotel. Fu poi direttore musicale per le produzioni di E. H. Sothern e Sarah Bernhardt.
È stato membro sia del quartetto d'archi Venth-Kronold (fondato da Carl Venth) che della società di musica Aschenbrödel-Verein.
Morì il 24 marzo del 1921 a Brooklyn, New York ed è seppellito al Cimitero di Green-Wood.